# Daniel Wrobel
Daniel Wrobel (* 15. März 1986 in Stuttgart) ist ein deutscher Eishockeytorwart, der seit 2009 beim SC Bietigheim-Bissingen für die Amateurmannschaft in der Regionalliga spielt.

## Karriere
Daniel Wrobel spielte in der Saison 2002/03 für die Wölfe Freiburg in der Juniorenbundesliga. 2003 wechselte er zum SC Bietigheim-Bissingen und spielte für die zweite Mannschaft in der Regionalliga. Im nächsten Jahr spielte Wrobel für das Juniorenteam in der Bundesliga und wurde in der ersten Mannschaft, die in der 2. Bundesliga spielte, Backup hinter dem gesetzten Kanadier Jason Elliott. In der Saison 2007/08 spielte er für die Moskitos Essen in der 2. Bundesliga und war sechsmal Backup bei den Iserlohn Roosters in der Deutschen Eishockey Liga, die ihn mit einer Förderlizenz ausstatteten. In der nächsten Saison wechselte er zu den Roten Teufeln Bad Nauheim in die Oberliga. 2009 kehrte er zum SC Bietigheim-Bissingen zurück und spielt seitdem für die Amateurmannschaft in der Regionalliga.

## 2. Bundesliga-Statistik
(Legende zur Torhüterstatistik: GP oder Sp = Spiele insgesamt; W oder S = Siege; L oder N = Niederlagen; T oder U oder OT = Unentschieden oder Overtime- bzw. Shootout-Niederlage; Min. = Minuten; SOG oder SaT = Schüsse aufs Tor; GA oder GT = Gegentore; SO = Shutouts; GAA oder GTS = Gegentorschnitt; Sv% oder SVS% = Fangquote; EN = Empty Net Goal; 1 Play-downs/Relegation; Kursiv: Statistik nicht vollständig)